# NGC 4281
NGC 4281 este o galaxie lenticulară situată în constelația Fecioara. A fost descoperită în 1785 de către William Herschel. Se află la o distanță de 25,35 de megaparseci de Pământ.